# 毕德显
毕德显（1908年12月21日—1992年1月12月），山东平阴人，电子学家，中国科学院院士，中国雷达工程专业的主要创始人。

## 生平
毕德显1927年考入齐鲁大学物理系。1930年转入燕京大学就读，1934年毕业于燕京大学物理系本科，后留校任教。1939年在孟昭英介绍下前往清华大学无线电研究所工作。1940年赴美国留学，就读于斯坦福大学电机系。次年转入加州理工学院物理系，1944年获博士学位。此后曾在加州理工学院火箭理论研究组、美国无线电公司（RCA）工作。1947年应国立中央大学物理系主任赵忠尧之邀回国赴中央大学任教。
中华人民共和国成立后，出任大连工学院电机系与电讯系系主任。1952年院系调整时随电讯系一同前往张家口中国人民解放军通信工程学院，创办雷达工程专业。1962年出任新成立的中国人民解放军雷达工程学院副院长。1963年被授予大校军衔。文化大革命期间遭受迫害，其妻因受惊吓而自杀身亡。1972年被平反，出任重庆通信工程技术学校副校长。1978年赴南京任重建的解放军通信工程学院副院长。1980年当选中国科学院技术科学部学部委员（院士）。1988年离休。他还是第二、三届全国人大代表，第五、六届全国政协委员。
1992年1月在北京解放军总医院逝世。